# Asghar Farhadi

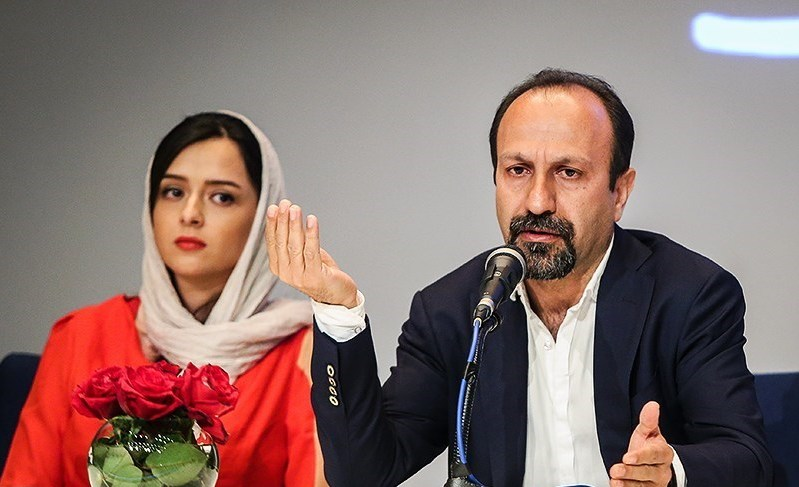
Met actrice Taraneh Alidoosti

Asghar Farhadi (luisterⓘ اصغر فرهادی Homāyūnshahr, Isfahan, 7 mei 1972) is een Iraans filmregisseur, scenarioschrijver en filmproducent.

## Biografie
Asghar Farhadi werd in 1972 geboren in de provincie Isfahan. Hij studeerde theater en behaalde een graduaat in dramatische kunst op de universiteit van Teheran en een master in toneelregie op de Tarbiat Modares universiteit. Farhadi begon met het maken van korte 8 mm- en 16 mm-films voor de Iranian Young Cinema Society en werkte daarna als scenarioschrijver voor de IRIB. Hij regisseerde ook enkele televisieseries. Raghs dar ghobar (Dancing in the Dust) was Farhadi’s regiedebuut in 2003. Zijn derde film Chaharshanbe-soori (Fireworks Wednesday) won de Gouden Hugo op het internationaal filmfestival van Chicago in 2006.
Jodaeiye Nader az Simin (A Separation) won de Gouden Beer op het filmfestival van Berlijn en zowel de César als de Golden Globe als de Oscar voor beste buitenlandse film in 2012. Zijn zevende speelfilm Forushande (The Salesman), met Taraneh Alidoosti in een hoofdrol, won verscheidene prijzen op filmfestivals wereldwijd. De film werd geselecteerd als Iraanse inzending voor de 89ste Oscaruitreiking in 2017 en won hier de Oscar voor beste niet-Engelstalige film.

## Filmografie
- 2018: Todos lo saben (Everybody Knows)
- 2016: Forushande (The Salesman)
- 2013: Le Passé
- 2011: Jodaeiye Nader az Simin (A Separation)
- 2009: Darbareye Elly (About Elly)
- 2006: Chaharshanbe-soori (Fireworks Wednesday)
- 2004: Shah-re ziba (Beautiful City)
- 2003: Raghs dar ghobar (Dancing in the Dust)

## Prijzen en nominaties
Farhadi behaalde 70 filmprijzen en kreeg 47 nominaties. De belangrijkste:
| Jaar | Prijs                                   | Categorie                    | Genomineerde(n)         | Uitslag  |
| ---- | --------------------------------------- | ---------------------------- | ----------------------- | -------- |
| 2017 | Oscar                                   | Beste niet-Engelstalige film | Forushande              | Gewonnen |
| 2016 | Filmfestival van Cannes                 | Beste scenario               | Forushande              | Gewonnen |
| 2012 | Oscar                                   | Beste niet-Engelstalige film | Jodaeiye Nader az Simin | Gewonnen |
| 2012 | Golden Globe                            | Beste niet-Engelstalige film | Jodaeiye Nader az Simin | Gewonnen |
| 2012 | César                                   | Beste buitenlandse film      | Jodaeiye Nader az Simin | Gewonnen |
| 2011 | Internationaal filmfestival van Berlijn | Gouden Beer                  | Jodaeiye Nader az Simin | Gewonnen |
| 2006 | Internationaal filmfestival van Chicago | Gouden Hugo                  | Chaharshanbe-soori      | Gewonnen |